# Imperial Camel Corps

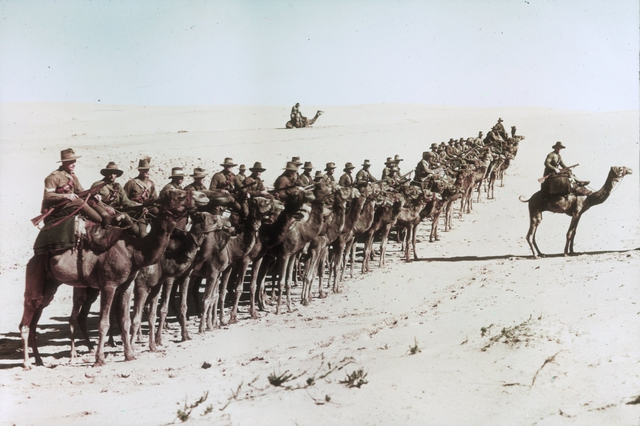
Australiensiskt kamelkompani

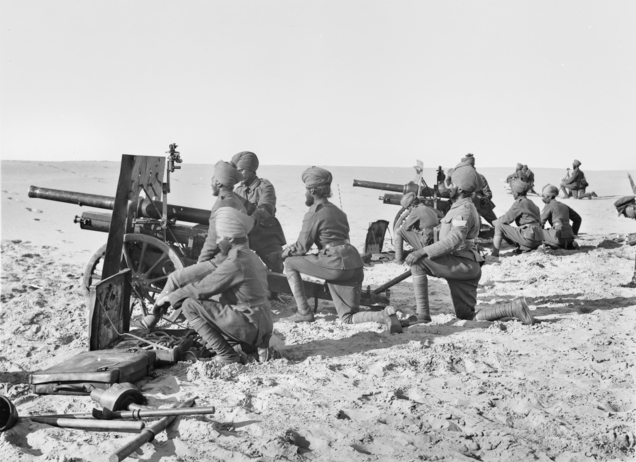
Hong Kong and Singapore bergsartilleribatteri

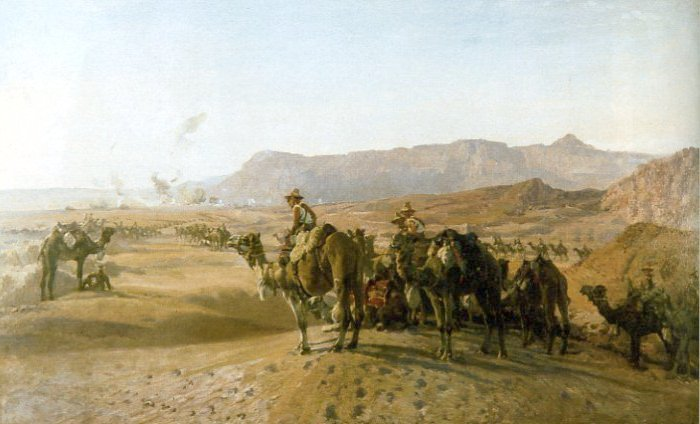
Imperial Camel Corps vid slaget vid Magdhaba i Sinaiöknen i december 1916

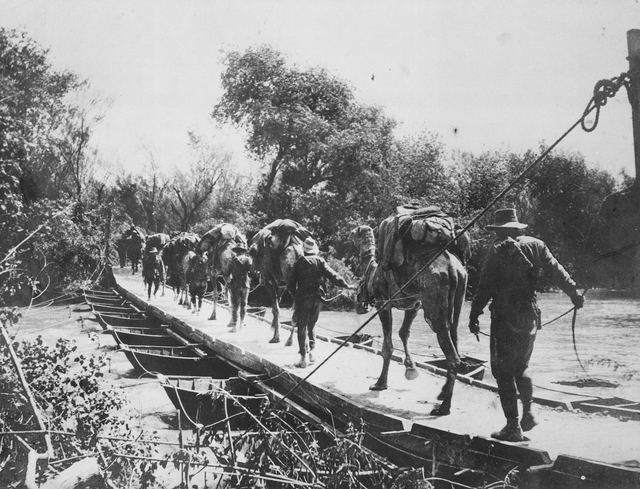
Kamelkåren går över Jordan för att angripa Amman i april 1918

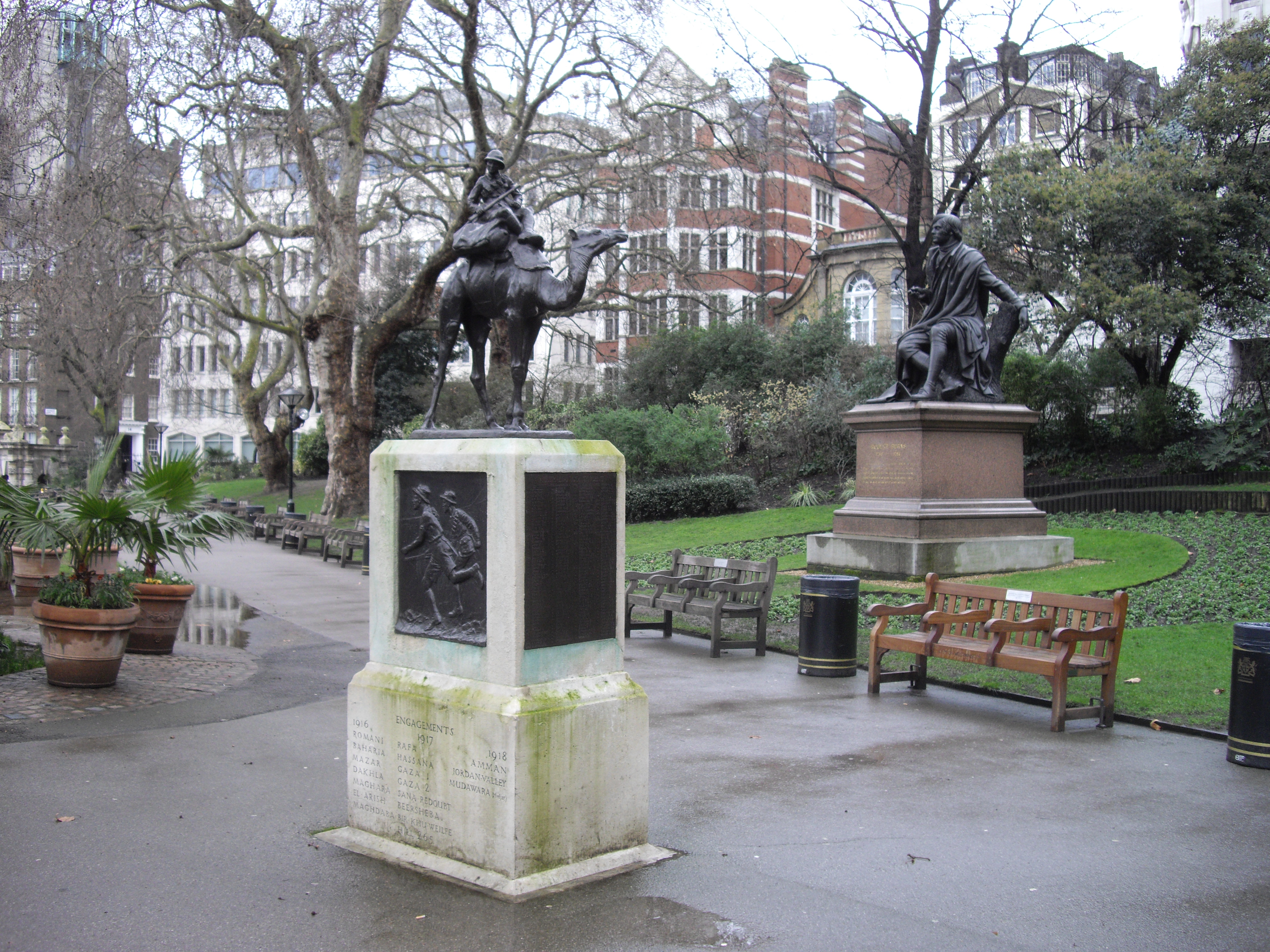
Minnesmärke över Imperial Camel Corps i London

Imperial Camel Corps var en kamelberiden kavallerienhet, som organiserades av Storbritannien under första världskriget för strider i Mellanöstern och som upplöstes i maj 1919.
Kamelkåren växte efterhand till en brigad med fyra bataljoner, en från vardera Storbritannien och Nya Zeeland och två bataljoner från Australien. Det fanns också ett beridet artillerikompani, en kulspruteskvadron, ingenjörssoldater och en ambulans. Kamelkåren var en del av Egyptian Expeditionary Force och stred i flera slag.
Dromedarens användbarhet för militära ändamål var känd av Storbritannien efter att ha organiserat en kamelkår i Somaliland 1912, men den engelska militären i Egypten vid första världskrigets start hade inte tillgång till kamelkavalleri. Fyra kompanier organiserades i januari 1916 i Egypten med australiensiska soldater som återkommit efter den misslyckade Gallipolikampanjen. De första dromedarerna hämtades från den indiska furstestaten Bikaner. Dessa kameler användes senare som lastdjur och ersattes av mindre egyptiska dromedarer som riddjur. Kamelerna kunde förflytta sig 5–10 km i timmen med en ryttare och dennes vapen och annan personliga utrustning. 
Kamelkompanierna bestod av 184 man, med en ledningsgrupp och fyra stridsgrupper med fyra man i varje och en kulsprutepluton på 15 man med tre Lewis-kulsprutor. Var och en var beväpnad med brittiska arméns Lee-Enfield-standardgevär. De fyra kompanierna stred på kompaninivå och förflyttade sig till kamel, men stred till fots. En man i varje grupp på fyra höll dromedarerna när de andra stred, men det upptäcktes snart att kamelerna var mindre rädda än hästar för gevärs- och artillerield, varför en man kunde hålla ordning på 12–16 kameler efter avsittning.
Senare under samma år tillkom ytterligare tolv kompanier, och en brigad, ursprungligen med tre bataljoner kunde sättas upp i december 1916.
Kamelkåren deltog framgångsrikt i striderna mot det Ottomanska riket.
Ett minnesmärke över Imperial Camel Corps restes 1921 vid Thames Embankment i London.